# Sorex buchariensis
Sorex buchariensis is een zoogdier uit de familie van de spitsmuizen (Soricidae). De wetenschappelijke naam van de soort werd voor het eerst geldig gepubliceerd door Ognev in 1921.